# Sân bay Pangsuma
Sân bay Pangsuma (IATA: PSU, ICAO: WIOP) là một sân bay ở Putussibau, Tây Kalimantan, Indonesia. Sân bay này có một đường băng dài 1004 m rải nhựa đường.

## Các hãng hàng không và các tuyến điểm
- Dirgantara Air Services (Sintang)[3]